# Daniel Deronda

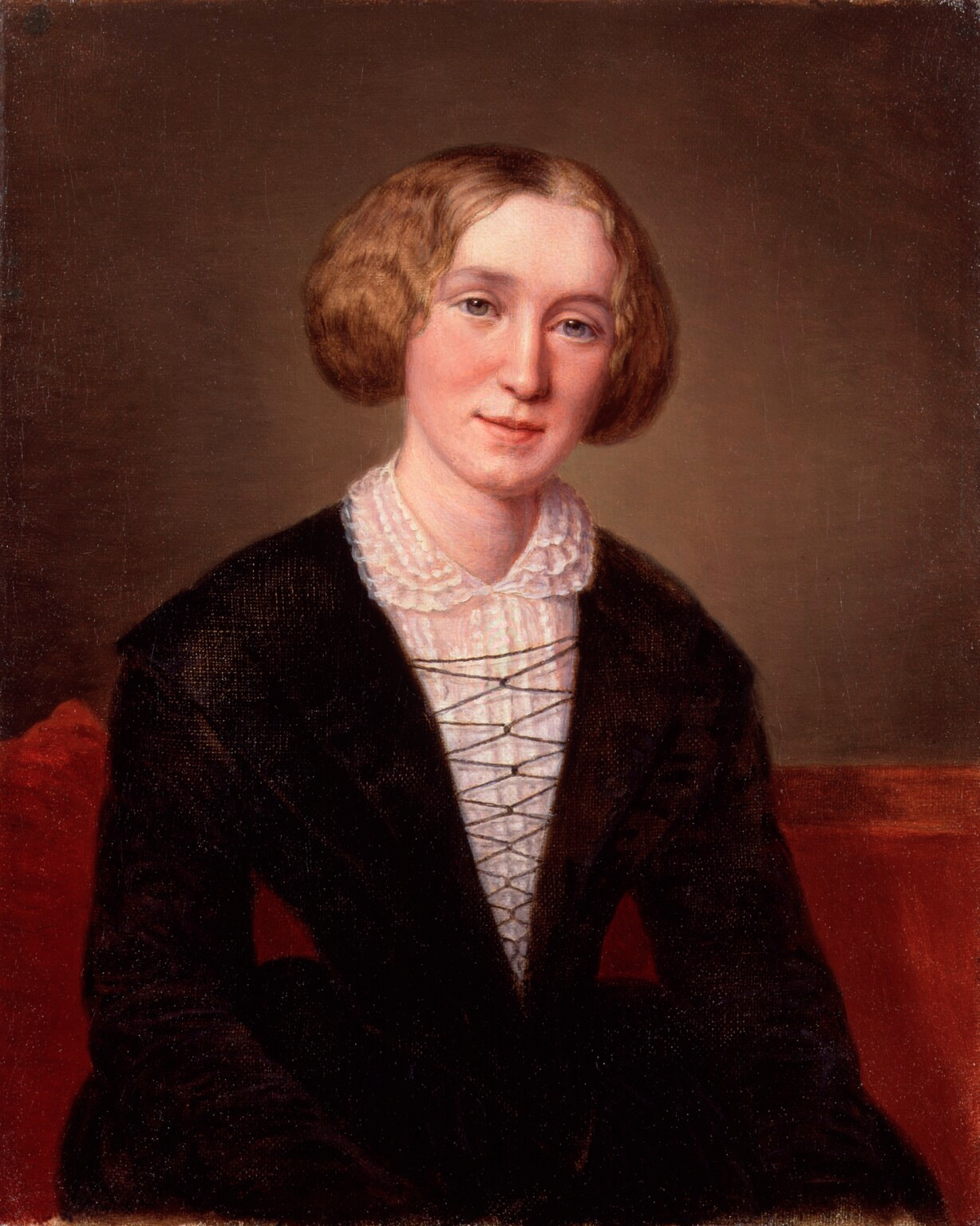
François D’Albert Durade, Portret George Eliot

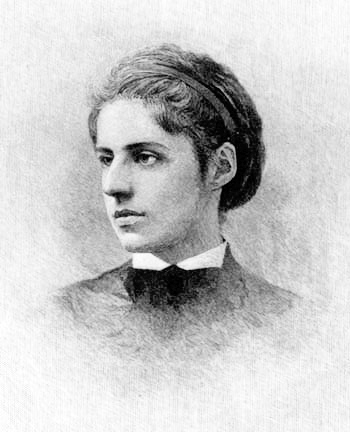
Emma Lazarus

Daniel Deronda – powieść angielskiej pisarki George Eliot, opublikowana w 1876.

## Treść
Powieść zajmuje w twórczości George Eliot miejsce szczególne. Była ona ostatnim i zarazem najbardziej kontrowersyjnym dziełem autorki. Była także jej jedynym utworem o akcji osadzonej w jej czasach. Tematem jest pozycja Żydów w Wielkiej Brytanii i Europie, jak też perspektywy ich dalszego narodowego rozwoju. Powieść porusza problem antysemityzmu. Tytułowy bohater, który odkrywa, że jest z pochodzenia Żydem, żeni się z biedną żydowską dziewczyną Mirą (Mirah) Cohen i wyjeżdża do Palestyny budować izraelskie państwo.

## Wpływ
Powieść odegrała ważną rolę w żydowskim odrodzeniu narodowym. Lektura utworu była ważnym doświadczeniem dla amerykańskiej poetki Emmy Lazarus, która dzięki niej poświęciła się odkrywaniu tradycji żydowskich przodków.

## Ekranizacja
Powieść została sfilmowana przez BBC. Rolę tytułową zagrał Hugh Dancy.